# Kevujärvi
Kevujärvi är en sjö i Finland. Den ligger i kommunen Kittilä i landskapet Lappland, i den norra delen av landet, 800 km norr om huvudstaden Helsingfors. Kevujärvi ligger 194,5 meter över havet. Arean är 45,9 hektar och strandlinjen är 2,69 kilometer lång. Sjön  ingår i Kemi älvs huvudavrinningsområde. 